# 월계어린이도서관
월계어린이도서관은 서울특별시 노원구 소재의 어린이 도서관이다.

## 연혁
- 2018년 7월 25일 개관.

## 이용 안내
이용 시간
- 평일 09:00 ~ 18:00
- 주말 09:00 ~ 17:00

휴관일
- 매주 일요일
- 법정공휴일
- 임시공휴일